# Swiss Open Gstaad 1988
Lo Swiss Open Gstaad 1988 è stato un torneo di tennis giocato sulla terra rossa. È la 74ª edizione dell'Swiss Open, che fa parte del Nabisco Grand Prix 1988. Si è giocato al Roy Emerson Arena di Gstaad in Svizzera, dal 4 al 10 luglio 1988.

## Campioni

### Singolare
Darren Cahill ha battuto in finale  Jakob Hlasek con il punteggio di 6–3, 6–4, 7–6

### Doppio
Petr Korda /  Milan Šrejber hanno battuto in finale  Andrés Gómez /  Emilio Sánchez con il punteggio di 7–6, 7–6